# Shannonomyia (Shannonomyia) providens
Shannonomyia (Shannonomyia) providens is een tweevleugelige uit de familie steltmuggen (Limoniidae). De soort komt voor in het Neotropisch gebied.